# Wapen van Edam-Volendam

Het wapen van Edam

het logo van Edam-Volendam

Het wapen van Edam komt voor het eerst voor op een zegel in 1361. Het schild is sindsdien weinig veranderd, maar de schildhouder wel. In de 16e eeuw werd het schild nog gehouden door twee leeuwen, maar vanaf de 17e eeuw (1626 om precies te zijn) wordt het schild gehouden door een beer in natuurlijke kleur. Het huidige officiële wapen van Edam werd op 26 juni 1826 vastgelegd. Officieel is dit ook het wapen van de gemeente Edam-Volendam. Het wapen dat de gemeente voert, de schilden van Edam en dat van Volendam naast elkaar, is nooit officieel vastgelegd of erkend door de Hoge Raad van Adel. Na de fusie tussen Edam-Volendam en Zeevang op 1 januari 2016, heeft de nieuwe gemeente Edam-Volendam het oude wapen behouden.

## Herkomst
Er zijn twee volksverhalen die de herkomst van de stier verklaren. Het eerste is het verhaal over de Wapenstier van Monnickendam. Deze stier zou zijn weggerend van een klooster in Monnickendam. De stier kwam na een dag rennen aan in een weiland bij Edam. Hij zou rond middernacht in het weiland verdwaald zijn geraakt. Een knecht kwam naar de stier toe en dacht een man te zien. Hij vroeg de stier wat die daar aan het doen was. De stier zou hierop hebben geantwoord: “Sterren”, dat zou het enige woord zijn geweest dat de stier kon uitspreken. Later begreep de knecht dat het helemaal geen man was geweest, maar de stier. Hij vertelde de burgemeester dat hij de stier had ontmoet en de burgemeester gaf Edam hierop het wapen: een stier op een groen veld met drie sterren boven de stier.
Het tweede verhaal dat de herkomst van het wapen zou kunnen verklaren, is opgetekend in de Grote kerk van de stad:

1219
Edam als trouwe lantsaten
Quamen die van Haerlem te baten
Wilt vreughte vaten
Sij gingen hem hard en fier
Met stoute moet met felle manier
Als verwoede stier
Paus, Keizer en al het Christenleer
Verwonderden hen met alle seer
Van die grooten eer
Alsoo kreegh Edam haar wapen
Met eer en gewelt
Drie vergulden sterren in 't root velt
En een stier daarin gestelt
1610.

De drie sterren kunnen echter ook verklaard worden door een ander volksverhaal. Een groep Edammers zou in 1219 op kruistocht een groep Haarlemmers te hulp zijn geschoten. Hierop heeft de Duitse Keizer besloten dat Edam drie gouden sterren in het wapen mocht voeren.
Het feit dat de stier zwart is en op een rood schild staat is heraldisch gezien incorrect, hierdoor is het wapen een zogenaamd raadselwapen. Een dergelijk wapen zou de aanschouwer er toe oproepen om vragen te stellen over de herkomst van het wapen. Zowel het zwart van de stier als het groen van de ondergrond mogen officieel niet op een rood veld geplaatst worden.

## Blazoenering
De beschrijving luidt:

Van keel beladen met een stier van sabel vergezeld en chef van 3 sterren van goud. Het schild van achteren vastgehouden door een beer.

Dit houdt in dat: de achtergrond rood is, de stier zwart met boven de stier drie gouden sterren. Het schild wordt vast gehouden door een beer die achter het schild staat. Er wordt niet gemeld dat de stier op een ondergrond van sinopel staat, dat is een groene ondergrond.
Aalsmeer · Alkmaar · Amstelveen · Amsterdam · Bergen · Beverwijk · Blaricum · Bloemendaal · Castricum · Den Helder · Diemen · Dijk en Waard · Drechterland · Edam-Volendam · Enkhuizen · Gooise Meren · Haarlem · Haarlemmermeer · Heemskerk · Heemstede  · Heiloo · Hilversum · Hollands Kroon · Hoorn · Huizen · Koggenland · Landsmeer · Laren · Medemblik · Oostzaan · Opmeer · Ouder-Amstel · Purmerend · Schagen · Stede Broec · Texel · Uitgeest · Uithoorn · Velsen · Waterland · Wijdemeren · Wormerland · Zaanstad · Zandvoort